# Верх-Люк
Верх-Люк (Верхній Люк, рос. Верх-Люк) — присілок в Балезінському районі Удмуртії, Росія.

## Населення
Населення — 35 осіб (2010; 45 в 2002).
Національний склад станом на 2002 рік:
- удмурти — 91 %